# Edward Boscawen (1628-1685)
Edward Boscawen (1628 - 28 octobre 1685) est un homme politique anglais qui siège à la Chambre des Communes entre 1659 et 1685.

## Origines
Il est le fils de Hugh Boscawen de Tregothnan, Cornouailles, et de son épouse Margaret Rolle, fille de Robert Rolle (1560-1633) de Heanton Satchville, à Petrockstowe dans le Devon. Il est baptisé le 21 novembre 1628. Ses frères sont Hugh Boscawen (1625-1701) et Charles Boscawen (1627-1689), qui sont députés de circonscriptions de Cornouailles. Les Boscawens sont une ancienne famille de Cornouailles. Son père, Hugh Boscawen (né en 1620) de Tregothnan, est le treizième descendant d'un certain Henry de Boscawen . Il tire un revenu énorme de ses mines de cuivre à Chacewater et à Gwennap où il est le principal propriétaire . La mine de Chacewater, maintenant connue sous le nom de Wheal Busy, est située dans ce qui est connu à une époque comme "le plus riche mile carré de la planète". Au cours de son exploitation, elle produit plus de 100 000 tonnes de minerai de cuivre et 27 000 tonnes d’arsenic .

## Carrière
Il est apprenti chez un marchand en 1648, puis chez son oncle John Rolle (homme politique) (en) (1598-1648), député, qui a vigoureusement résisté à la taxation du tonnage et du poids. Il prospère et acquiert Worthevale et Roscarrock dans le nord de la Cornouailles . En 1659, il est élu député de Tregoney au Parlement du troisième protectorat. En 1660, il est élu au parlement pour Tregoney et à Truro. Il choisit de siéger pour Truro et est réélu à nouveau en 1661 pour le Parlement cavalier. Il occupe ce siège jusqu'à sa mort en 1685. Il est relativement inactif au Parlement par rapport à son frère Hugh .
Il est commissaire de la milice à Cornouailles en mars 1660. En 1661, il devient membre de la Corporation pour la propagation de l'Évangile en Nouvelle-Angleterre. Il est commissaire chargé de l'évaluation en Cornouailles de 1661 à 1680. Il est juge de paix de 1667 à 1670. Il est commissaire des récusations en 1675 et commissaire à l'évaluation à Westminster de 1677 à 1680 .

## Mariage et descendance
Le 5 janvier 1665, Il épouse Jael Godolphin, fille de Francis Godolphin (1605-1667) de Godolphin Breage. Ils ont un fils et deux filles. Son fils est Hugh Boscawen (1er vicomte Falmouth) (1680-1734), qui est député de Cornouailles avant d'être élevé à la pairie.
Il est décédé à l'âge de 56 ans et est enterré à St Mary Abbots, Kensington.